# Gustav Gerneth
Gustav Gerneth (Stettin, 15 oktober 1905 – Havelberg, 21 oktober 2019) was een Duitse supereeuweling die de oudste nog levende man van Europa was sinds het overlijden van de 113-jarige Spanjaard Francisco Núñez Olivera op 29 januari 2018 en zelfs de oudste man ter wereld sinds het overlijden van de eveneens 113-jarige Japanner Masazo Nonaka op 20 januari 2019.
Gustav Gerneth werd geboren in het Duitse Stettin (thans Szczecin, Polen). Hij heeft in zijn leven verschillende beroepen gehad; zo was hij machinist, vliegtuigmonteur en werkte hij na de Tweede Wereldoorlog (toen zijn militaire dienst begon) van 1948 tot 1972 in een gasfabriek onder Russisch gevangenschap. Op oudejaarsdag 1930 ontmoette hij zijn vrouw Charlotte, die in 1988 overleed.
Gerneth woonde tot zijn overlijden nog op zichzelf in het voormalige Oost-Duitse Havelberg in een appartement waar hij al meer dan 40 jaar woonde. Gerneth brak op 13 oktober 2018 het record van de oudste inwoner van Duitsland ooit (dus exclusief Duitse emigranten die ouder werden, zoals Charlotte Benkner) en werd twee dagen later de eerste persoon in Duitsland ooit die 113 jaar oud werd. Op zijn 113de verjaardag was Gerneth zowel nog geestelijk als mentaal gezond; zo was hij in staat om met de burgemeester van Havelberg een gesprek te voeren en keek hij nog steeds televisie (vooral voetbal). Gerneth werd op 15 oktober 2019 114 jaar en wilde in 2020 ook zijn 115e verjaardag vieren. Desondanks overleed Gerneth een week later op 114-jarige leeftijd. Hij was daarmee de eerste man ter wereld sinds 2011 die deze leeftijd bereikte.
Gerneth was de eerste Duitser sinds het overlijden van Friedrich Wedeking in 1973 die de titel 'oudste man ter wereld' droeg.